# Labyrintspel

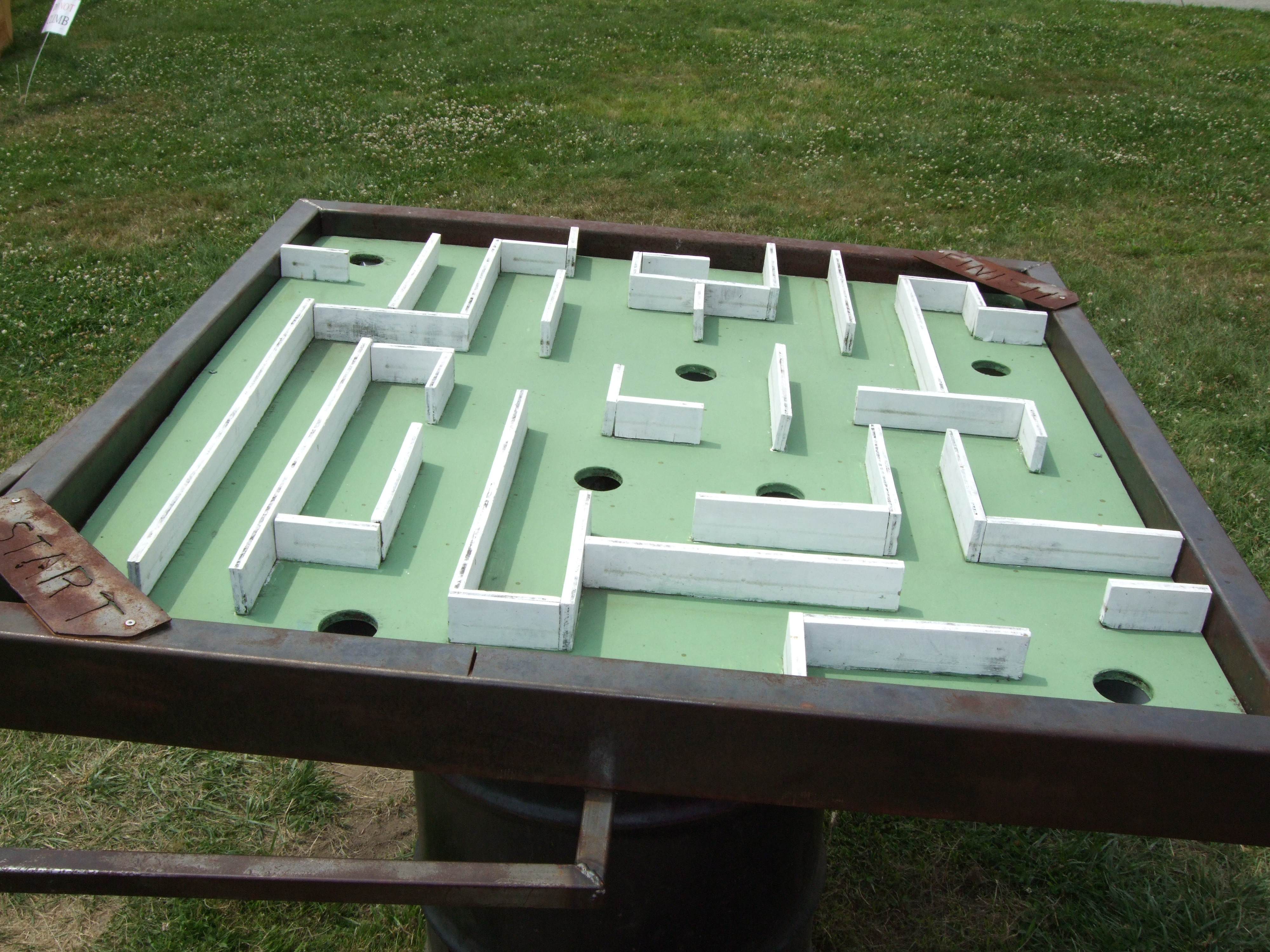
Ett stort labyrintspel.

Labyrintspel är ett klassiskt kul- och sällskapsspel där spelarna ska styra en kula genom en utstakad bana i en labyrint utan att kulan tar genvägar, hamnar i blindgångar eller faller ned i hål på spelplanen. Om kulan hamnar i något av hålen måste spelaren börja om från start. Spelet rekommenderas från 6 år och uppåt.
Svenska leksaksföretaget Brio har tillverkat labyrintspelet sedan 1946. Omkring 1950 introducerades det i USA. Spelet finns även med utbytbara övningsbanor.
Originalet består av en ihålig trälåda med spelplanen på ovansidan och två rattar/skruvspakar på var sin sida av lådan, med vilka man kan styra spelplanens lutning och en liten metallkula. När kulan hamnar i något av hålen på spelplanen faller den in i lådan och kommer ut genom ett litet hål i lådans nederkant. Vid varje hål på spelplanen finns en siffra, vilket motsvarar spelarens poäng om kulan hamnar i hålet. För varje hål längs banan ökar poängen med ett. Den som först klarat hela banan utan att hamna i något hål har vunnit, eller i annat fall den som fått högst poäng. Spelet kräver skicklighet, koncentration och reaktionsförmåga, men framför allt tålamod.
Labyrintspel kan även syfta på datorspel eller TV-spel som innehåller labyrinter.